# 대형 카메라

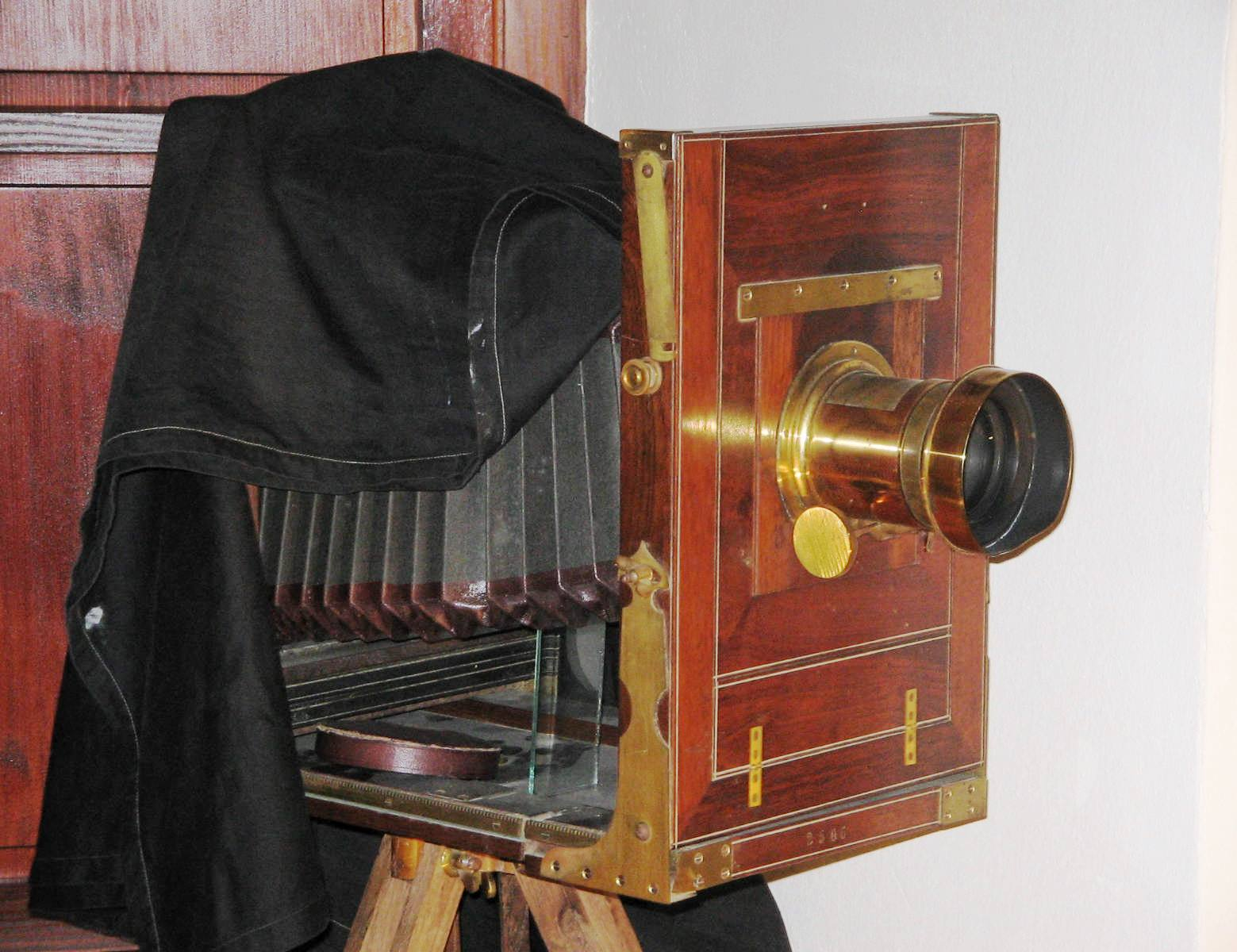
오래된 스튜디오 카메라

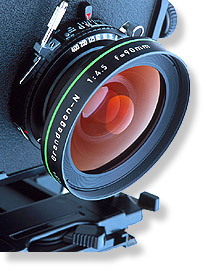
대형 형식 카메라의 랜즈와 마운팅

35mm, 중형형식, 대형형식의 비교

대형 형식(Large format)은 4×5인치(102×127 mm)나 더 큰 형식의 필름을 말한다. 대형 형식은 35mm 필름 형식인 1.0 x 1.5 인치(24×36 mm)보다 훨씬 크며, 120,220 롤필름을 사용하는 하셀블라드, 롤레이, 코와, 펜탁스의 2¼×2¼인치(6×6 cm) 나 2¼×3½ 인치(6×9 cm)보다 큰 필름 사이즈다. 대형 형식의 장점은 고 해상도에 있다.
4×5인치 이미지는 35mm 프레임에 비해 면적이 16배이며, 35mm에 비해 16배의 해상도를 가진다.

## 같이 보기
- 뷰 카메라